# Mukhtiar Singh
Mukhtiar Singh (ur. 25 października 1943, zm. 18 listopada 2019) – indyjski zapaśnik walczący w stylu wolnym. Dwukrotny olimpijczyk. Odpadł w eliminacjach turnieju w Meksyku 1968 i Monachium 1972. Startował w kategorii 74 kg. Brązowy medalista igrzysk azjatyckich w 1970. Mistrz igrzysk Brytyjskiej Wspólnoty Narodów w 1966 i 1970.
- Turniej w Meksyku 1968

Przegrał z Japończykiem Tatsuo Sasaki i Jurijem Szachmuradowem z ZSRR.
- Turniej w Monachium 1972

Wygrał z Australijczykiem Bruce’em Akersem, a przegrał z Danielem Robinem z Francji i Ludovikiem Ambrușem z Rumunii.
W roku 1967 został laureatem nagrody Arjuna Award.